# 1-氯丁烷
1-氯丁烷，分子式C4H9Cl。

## 性质
无色挥发性易燃液体，有类似氯仿的气味。几乎不溶于水，与乙醇和乙醚混溶。
- 粘度：0.45 mPa·s（20°C）
- 闪点（开杯）：-9.4 °C
- 自燃点：460 °C
- 与水的共沸物：水 6.6 wt%，共沸点 68.1 °C[4]
- 与醇的共沸物：[4]
  - 甲醇 28.5 wt%，共沸点 57.2 °C
  - 乙醇 21.5 wt%，共沸点 66.2 °C
  - 正丙醇 16.0 wt%，共沸点 75.6 °C
- 蒸气压方程（安托万方程）：

{\displaystyle \ \log _{10}(P)=A-{\frac {B}{T+C}}}
- - P 的单位：bar，T 的单位：K
  - A = 3.99588, B = 1182.903, C = −54.885 (T = 256.4–351.6 K)[5]
- 标准摩尔生成焓：
  - −188.2 kJ·mol−1（ΔfH0liquid）
  - −154.6 kJ·mol−1（ΔfH0gas）[6]
- 标准摩尔燃烧焓：−2695.8 kJ·mol−1（ΔcH0liquid）[6]
- 热容（cp）：159.53 J·mol−1·K−1 (25 °C，液)[7]
- 汽化焓：30.39 kJ·mol−1（ΔVH0，常压沸点）[8]

## 制备
正丁醇与浓盐酸在氯化锌催化下进行作用，产生1-氯丁烷。反应后将产物洗涤、干燥、分馏，收集75～78.5°C馏分，得到成品。
{\displaystyle \ CH_{3}CH_{2}CH_{2}CH_{2}OH+HCl\ {\xrightarrow {ZnCl_{2}}}\ CH_{3}CH_{2}CH_{2}CH_{2}Cl+H_{2}O}

## 反應

### 親核取代反應
1-氯丁烷的1號碳（連著氯原子的碳）因爲連著電負性比碳高的氯，所以帶部分正電荷，變得親電，可以被親核體進攻。而由於它是個一級氯代烷，位阻效應比較小，同時相應的碳陽離子不穩定，因此它主要發生雙分子親核取代反應，而不是單分子親核取代反應。例如1-氯丁烷與氫氧化鈉反應，氫氧根離子進攻1號碳，氯以氯離子的方式離去，生成1-丁醇。

## 用途
用作有机合成原料、医药中间体，也用作溶剂和脱蜡剂等。有机合成中，用于引入正丁基，也用于与金属锂作用制取正丁基锂：
{\displaystyle \ 2Li+C_{4}H_{9}Cl\rightarrow C_{4}H_{9}Li+LiCl}
1-氯丁烷对油、脂和蜡有较好的溶解性，也用于HPLC中。